# 龙漳铁路
龙漳铁路自龙岩至漳州，开通前曾以龙厦铁路命名，全长约120公里，设计时速超过200公里/小时，定位为城际客运兼货运铁路功能，按一次复线电气化铁路设计建设，与福厦铁路和厦深铁路相匹配。龙厦铁路总投资约62亿元，2006年12月25日开工建设，2012年6月29日建成通车。
龙厦铁路经审查后采用自龙岩站经马坑、龙山至漳州南站的中线方案，从龙岩站向南出发，经南靖县东南，越过九龙江，经漳州市，与鹰厦铁路交龙海站，再由龙海建复线到角美站，进入厦门。全线设龙岩站、马坑站、龙山镇站（原“龙山站”）、南靖站、草坂站、漳州站（原“漳州南站”）、龙海站、角美站、前场站和厦门北站。
本线起于龙岩，终至北溪头线路所，在漳州站接轨杭深线从而到达厦门。
龙厦铁路的设计标准是国家一级高速铁路。

## 建设历史
- 2006年1月5日发改委批复新建龙岩至厦门铁路项目建议书[7]
- 2006年12月25日，龙厦铁路正式动工。[8]
- 2007年1月17日发改委复新建龙岩至厦门铁路可行性研究报告[9]
- 2009年11月，龙岩特大桥开始铺设[10]。
- 2011年6月16日，全线及华东目前最长隧道象山隧道贯通。
- 2011年11月3日晚，龙厦铁路龙岩至漳州段铺轨双线贯通。[11]。
- 2012年1月1日上午9时，龙厦铁路龙岩站往草坂站开出首趟压道列车，进行重载试验检查线路状况。[12]。
- 2012年6月29日上午11时全线通车。[13]
- 2021年12月，该线龙岩站、龙山镇站、南靖站、漳州站区间可使用铁路e卡通进站。[14]
- 2023年9月28日，配合甬广高铁福厦段开通，龙漳铁路延伸至北溪头线路所[15]，列车在甬广高铁运行至北溪头线路所后转龙漳铁路至漳州站。

## 与其它铁路线的连接

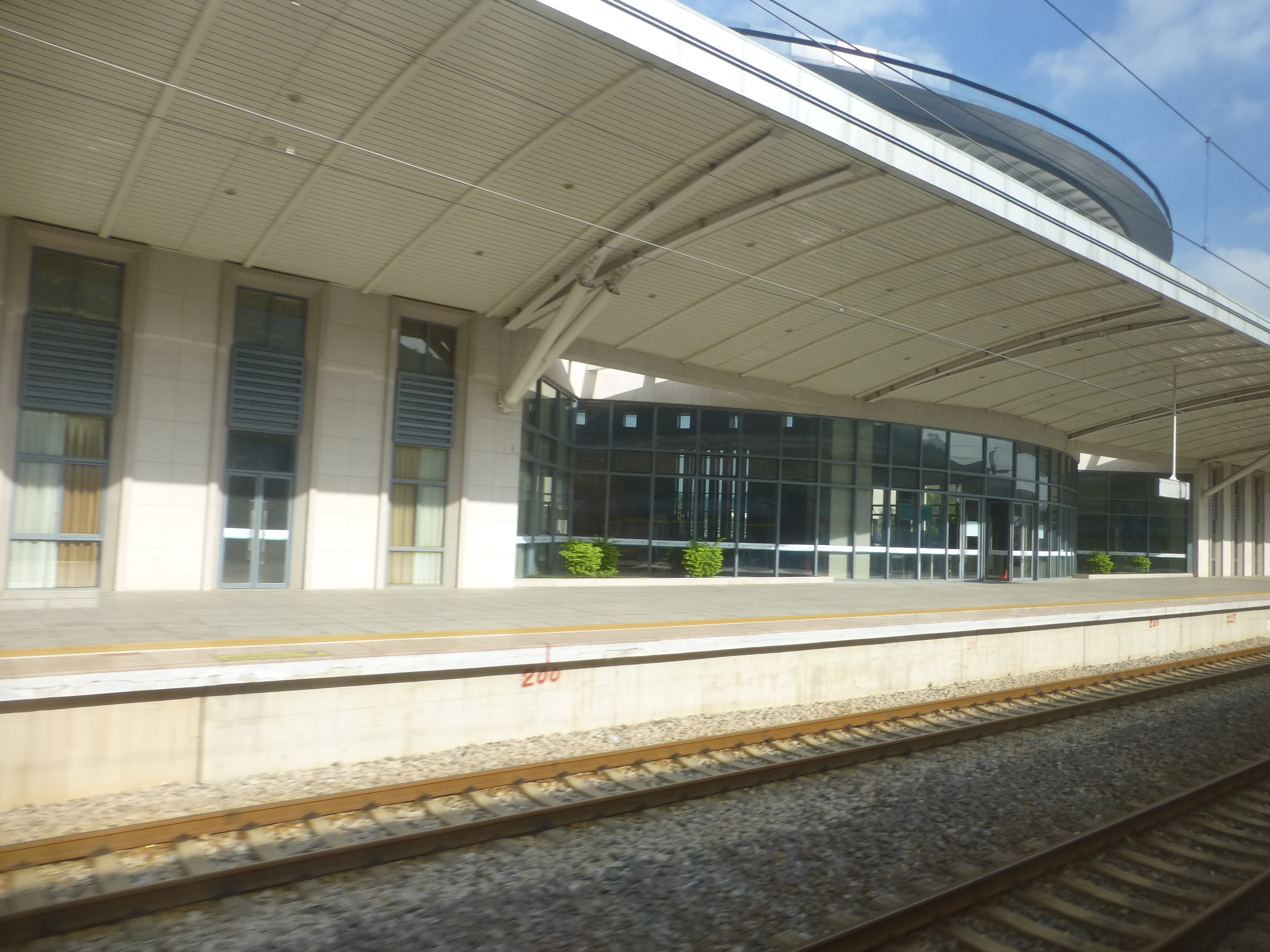
南靖站

- 龙岩站：漳龙线、赣龙线。
- 漳州站：厦深铁路。
- 北溪头线路所：甬广高速铁路。